# Matenrou Opera
Matenrou Opera (摩天楼オペラ) je pětičlenná japonská visual kei metalová kapela, kterou v roce 2007 založil zpěvák Sono a bubeník Yuu, kteří předtím byli členy skupiny Jeniva.
Jejich první singl, "Alkaloid Showcase“, vyšel 4. května, v den jejich prvního koncertu, a už před začátkem koncertu byl vyprodán.
Koncem roku 2007 z kapely odešel kytarista Mika a klávesistka Karen, byli brzy nahrazeni kytaristou Änzim (ex-Masterpiece) a klávesistou Ayame (ex-Ry:dia).
V roce 2008 se přidali k vydavatelství Sherow Artist Society a vydali singl "Ruri Iro de Egaku Niji" , který dosáhl 11. příčky v Oricon Indies Chart. EP Gilia dosáhl 7 příčky a byl vydán i v Evropě.
Matenrou Opera měla společné evropské turné s kapelou Versailles, které trvalo od konce března do začátku dubna 2008.
V roce 2009 se zúčastnili společného turné po Japonsku s tehdy nově vzniklou kapelou Deluhi.

## Členové kapely

### Současní členové kapely
- Sono – zpěv (2007-současnost)
- Änzi – kytara (2008-současnost)
- Ayame – klávesy, klávesová kytara (2008-současnost)
- Yo – baskytara (2007-současnost)
- Yuu – bicí (2007-současnost)

### Bývalí členové kapely
- Mika – kytara (ex.ANCIENT MYTH)
- Karen - klávesy

## Diskografie

### Studiová alba
- Gilia (2008)
- Anomie (2009)
- Abyss (2010)
- Justice (2012)

### Singly
- "Alkaloid Showcase" (2007)
- "Sara" (2007)
- "Ruri iro de egaku niji" (2008)
- "Spectacular" (2008)
- "Last Scene" (2008)
- "Acedia" (2009)
- "Eternal Symphony" (2009)
- "Murder Scope" (2009)
- "R" (2010)
- "「Genesis/R」" (2010)
- "Helios" (2011)
- "Otoshiana no Soko wa Konna Sekai" (2011)
- "Gloria" (2012)
- "Innovative Symphonia" (2012)